# Eva Riccobono
Eva Riccobono (Palermo, 7 febbraio 1983) è una supermodella, attrice e conduttrice televisiva italiana.

## Biografia

### Primi anni
Eva Riccobono nasce a Palermo, da padre palermitano e madre tedesca,  ultima di cinque figli: oltre a lei un fratello, che morì diciannovenne quando lei aveva solo quattro anni, e tre sorelle (Davina, Jessica e Sabine). Prima di intraprendere la carriera di modella, per molti anni ha giocato a pallavolo. In un'intervista ha dichiarato di essere orgogliosa e attaccata alle sue origini soprattutto grazie al padre Giacomo che ha regolarmente insegnato a parlare in dialetto alla figlia sin da bambina.

### Anni duemila
Inizia giovanissima prestando la propria immagine per servizi fotografici e sfilate in Sicilia. Tra i personaggi chiave della sua carriera vanno ricordati i fotografi Marco Glaviano, Fabrizio Ferri e Bruce Weber, i primi ad aver creduto nelle potenzialità di Eva e a convincerla a lasciare l'isola per Milano. A diciannove anni si stabilisce nel capoluogo lombardo e debutta sulle passerelle di Alberta Ferretti e Blumarine. Negli anni seguenti Eva è rappresentata da Women Management e seguita dal manager Piero Piazzi.
Nel 2001 partecipa al video della cover Via con me realizzata dai La Crus e al video Strong di Myself.
Nel 2002 posa per il calendario "Forme" di L'Oréal, sotto la direzione creativa di Aldo Coppola e realizzato da Fabrizio Ferri. Viene inoltre notata a Panarea dagli stilisti Dolce & Gabbana, che la mettono sotto contratto, sia per la campagna pubblicitaria (con Naomi Campbell) realizzata da Mario Testino, che per le sfilate. In seguito viene ingaggiata a Parigi per le sfilate di Emanuel Ungaro (diretto in quegli anni da Giambattista Valli) e di Valentino.

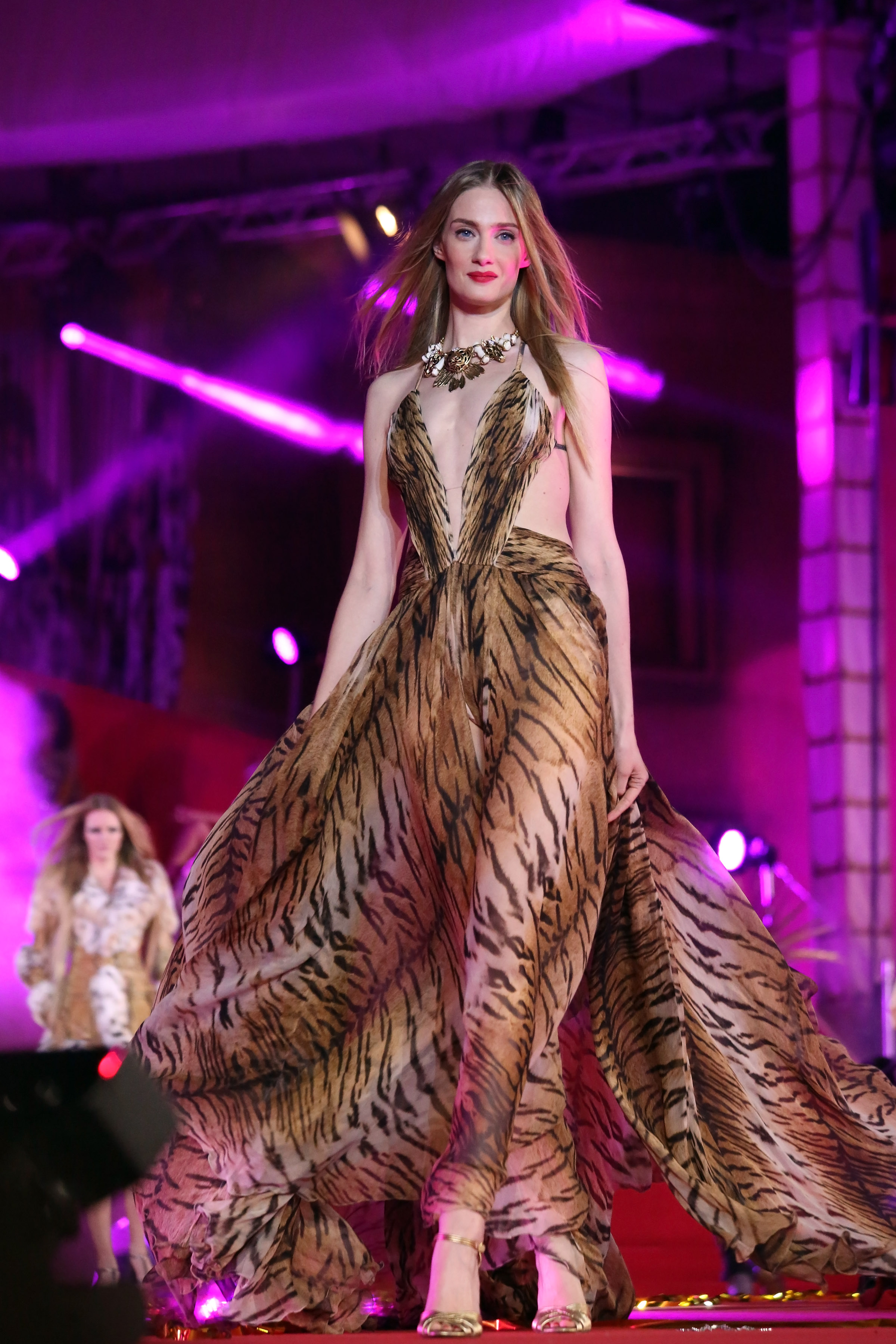
Eva Riccobono in passerella per Roberto Cavalli al Life Ball nel 2013

Come modella internazionale appare nel periodo 2003-2016 sulle copertine di riviste di moda e spettacolo, quali Vogue, Elle, Numéro, Flair, Marie Claire, Vanity Fair, L'Officiel, Cosmopolitan, GQ, Max, Sette, Grazia, Gioia, Anna, Amica, Bmm e molte altre ed è ritratta in editoriali dal gotha dei fotografi, tra i quali Bruce Weber, Arthur Elgort, Patrick Demarchelier, Mario Testino, Steven Meisel, Gilles Bensimon, Annie Leibovitz, Paolo Roversi, Ellen von Unwerth, Craig McDean, Peter Lindbergh, David Bailey, Juergen Teller, Miles Aldridge, Felix Lammers, Bryan Adams e molti altri.
Diventa presto una delle top model preferite da stilisti quali Giorgio Armani, Valentino, Chanel, Gianfranco Ferré, Emanuel Ungaro, Ermanno Scervino e Fausto Sarli e sfila in tutte le più importanti capitali della moda: New York, Londra, Milano, Parigi, Madrid. Nel 2003 posa per il Calendario Pirelli, fotografata da Bruce Weber. Nello stesso anno diventa testimonial per Dolce & Gabbana, (fotografata da Mario Testino), Lancetti e Sonia Rykiel. Inoltre appare sulla copertina di Elle Francia e di Vogue Portogallo e di molte altre importanti riviste di moda.
Come supermodella internazionale lavora ininterrottamente dal 2001 al 2009, sfilando per numerosi stilisti e case di moda tra cui Fendi, Alexander McQueen, Dior, Chanel, Lanvin, Givenchy, Balmain, Oscar de la Renta, Etro, Christian Lacroix, Elie Saab, Blumarine, Ralph Rucci, Jeremy Scott, Alberta Ferretti, Zac Posen, Prada, Valentino, Dolce & Gabbana, Giorgio Armani, Emporio Armani, Paco Rabanne, Jean-Paul Gaultier, Yves Saint Laurent, Hugo Boss, Rocco Barocco, John Richmond, Paul Smith, Roberto Cavalli, Costume national, Kenzo, Guy Laroche, Dries van Noten, Sonia Rykiel, Francesco Scognamiglio, Trussardi, Ermanno Scervino e molti altri; posa inoltre per numerose campagne pubblicitarie.
Nel 2002 partecipa al programma televisivo Stasera pago io... in euro (Rai 1) a fianco di Fiorello, il quale la sceglie appena diciannovenne per il suo modo atipico (secondo lo stereotipo) di rappresentare la Sicilia: alta, bionda e con gli occhi azzurri.
Nel 2004 Laura Asnaghi in un articolo per la Repubblica riporta che Eva e Mariacarla Boscono sono tra le poche modelle italiane ad ottenere cachet da 15 000 euro a sfilata e che la loro carriera si è consolidata a livello internazionale. Fino al 2005 vive e studia a New York, poi prende residenza a Milano. Sempre nel 2004 diventa protagonista delle campagne pubblicitarie internazionali di Gianfranco Ferré, Chanel Make Up e La Perla. Nel 2005 è il volto di Céline e appare sulla copertina dell'edizione giapponese di Vogue e sulla copertina della nuova edizione russa della rivista L'Officiel. Sempre nel 2005 le viene dedicato un Model Moment, ovvero una video intervista realizzata dal sito fashionfile.com, in cui viene celebrata la carriera delle più importanti top model al mondo.
Nel marzo 2006 è sulla copertina di Cult, mentre in luglio è su quella di Class e in novembre su quella di Vogue Gioiello.
Nel 2007 è stata fotografata dal cantante e fotografo Bryan Adams per la campagna pubblicitaria della maison Hybris. Nel luglio dello stesso anno conquista la copertina di Notebook. Compare sulle copertine di Max (luglio 2008), A (settembre), Anna (ottobre) e Gentleman (dicembre). Nello stesso anno è ospite della sesta puntata della terza stagione di Very Victoria su MTV Italia.
Nel 2008 è immortalata a New York da Annie Leibovitz per il Calendario Lavazza 2009. Sempre nel 2008 debutta sul grande schermo con il film Grande, grosso e... Verdone del regista Carlo Verdone, che la sceglie per interpretare l'eterea figura di una donna francese, Blanche Duvall, che, invece, si rivelerà essere una prostituta d'alto bordo.
Nel marzo 2009 appare sulla copertina di Playboy Italia fotografata da Alan Gelati; mentre in luglio è sulla copertina di Yo Dona (Spagna), in settembre su quella di Anna e in dicembre su quella di First fotografata da Tony Kim. Sempre nel 2009 debutta nel mondo della musica con il brano Labbra, prodotto e cantato con il compagno Matteo Ceccarini. Claudio Castellacci sul Corriere della Sera paragona la performance dei due a Jane Birkin e Serge Gainsbourg.

### Anni duemiladieci
Nel 2010 è testimonial della campagna pubblicitaria internazionale Made in Italy, promossa dall'Istituto nazionale per il commercio estero (ICE) e realizzata da Alan Gelati.
Nel corso del 64º Festival di Cannes (2011) sfila al Fashion For Relief, una sfilata di beneficenza organizzata da Naomi Campbell per raccogliere fondi da destinare alla ricostruzione delle aree del Giappone colpite da un terremoto nel marzo 2011. A fine settembre 2011 torna in passerella dopo quasi due anni di assenza e sfila a Parigi per la collezione Gold di Vivienne Westwood, chiudendo la sfilata.
Nel 2011 gira in Puglia il film E la chiamano estate per la regia di Paolo Franchi. Eva interpreta il ruolo di Lea, una prostituta tossicodipendente. Nello stesso anno torna in televisione come ospite prima nella quarta puntata di Attenti a quei due - La sfida (Rai 1) e poi come ospite della prima puntata del nuovo show di Fiorello, Il più grande spettacolo dopo il weekend, sempre su Rai 1. Fa inoltre parte della giuria tecnica di Miss Italia 2011.
Nel 2012 torna in passerella a Milano per la collezione maschile Diesel Black Gold. Nell'autunno-inverno seguente diviene il volto della campagna pubblicitaria Primavera/Estate 2012 di Caractère, fotografata da Stefano Galuzzi. In maggio diviene testimonial di Swarovski nel primo spot televisivo della maison austriaca. Dal 16 aprile al luglio dello stesso anno conduce su Rai 2 il programma di divulgazione scientifica intitolato Eva, assieme a Massimo Polidoro. Dal novembre successivo partecipa alla seconda edizione del programma dedicato al cinema Short Movies su La3.
Nel 2013 partecipa a un cortometraggio realizzato da Jaeger-LeCoultre e diretto da Marco Maccapani per San Valentino 2013. Al cinema interpreta il ruolo di Simonetta nel film Passione sinistra di Marco Ponti. Per questo ruolo il 5 giugno 2013 ha ricevuto il Premio Ciak d'oro come Migliore attrice non protagonista e viene candidata al Nastro d'argento nella stessa categoria. Sempre nel 2013, ottiene un ruolo nella commedia Niente può fermarci di Luigi Cecinelli e partecipa alle riprese del film La vita oscena di Renato De Maria. Nel periodo dal 28 agosto al 7 settembre 2013 è madrina della 70ª Mostra internazionale d'arte cinematografica di Venezia.
Nel 2015 è nel cast delle commedie Le frise ignoranti, accanto a Lino Banfi e Francesco Pannofino, e Io che amo solo te, per la regia di Marco Ponti.
Nel 2016 diviene testimonial per la nuova linea di abiti e borse del designer Andrea Incontri. Nello stesso anno viene riconfermata world ambassador del marchio di alta orologeria e gioielleria Jaeger-LeCoultre. Nel 2017, dopo molti anni, torna in esclusiva in passerella aprendo e chiudendo la sfilata Bridal Couture 2018 di Carlo Pignatelli a Milano.
Nel maggio del 2017 debutta al Teatro Franco Parenti di Milano nel progetto itinerante Stasera si può entrare, fuori di Andrée Ruth Shammah.
Nel 2019 recita in Coltelli nelle galline per la regia di Andrée Ruth Shammah presentato per la prima volta al Napoli Teatro Festival e dal 25 settembre al Teatro Franco Parenti di Milano fino al 20 ottobre.

## Vita privata
Dal 2004 è impegnata sentimentalmente con il DJ Matteo Ceccarini, con cui vive a Londra. La coppia ha due figli: Leo, nato il 30 maggio 2014, e Livia, nata il 20 luglio 2020.

## Filmografia

### Cinema
- Grande, grosso e... Verdone, regia di Carlo Verdone (2008)
- E la chiamano estate, regia di Paolo Franchi (2011)
- Passione sinistra, regia di Marco Ponti (2013)
- Niente può fermarci, regia di Luigi Cecinelli (2013)
- La vita oscena, regia di Renato De Maria (2014)
- Le frise ignoranti, regia di Antonello De Leo e Pietro Loprieno (2015)
- Io che amo solo te, regia di Marco Ponti (2015)
- La cena di Natale, regia di Marco Ponti (2016)

### Televisione
- Made in Italy, regia di Luca Lucini e Ago Panini - serie TV, 4 episodi (2019)

### Videoclip
- Via con me dei La Crus (2001)
- Solo mai di Paola & Chiara (2023)

## Programmi televisivi
- Stasera pago io... in euro (Rai 1, 2002) - co-conduttrice
- Miss Italia (Rai 1, 2011) - membro della giuria tecnica
- Eva (Rai 2, 2012) - conduttrice
- Short Movies (La3, 2012) - conduttrice
- GialappaShow (Sky Uno, TV8, 2024) - co-conduttrice

## Campagne pubblicitarie
- Alberta Ferretti
- Alberto Biani
- Alessandra Rinaudo Couture
- Andrea Incontri
- Anteprima
- Argentovivo
- Audi
- Caractère (Gruppo Miroglio)
- Caractère eyewear
- Carlo Pignatelli Couture
- Céline
- Céline eyewear
- Chanel eyewear
- Chanel make-up
- Dior "Addict 2" fragranza
- D&G
- Design by Enzo Fusco
- Extè
- Francesco Scognamiglio
- Fuzzi
- Gianfranco Ferré
- Gianfranco Ferré eyewear
- Gianfranco Ferré "Pellicceria"
- Gilli
- Giorgio Armani
- Gliss Kur by Schwarzkopf
- Golden Point (Golden Lady Company)
- Gunex by Brunello Cucinelli
- High Life Tv (Sky)
- Haikure
- Hybris
- Jacob Cohen
- Jaeger-LeCoultre
- Jean-Paul Gaultier
- Kiton
- L'Oréal
- La Perla
- La Perla eyewear
- Lancetti
- Leo Cut Diamond
- Love Sex Money
- Made in Italy - Campagna internazionale promossa da ICE - Istituto nazionale per il commercio estero
- Marina Yachting
- Marta Palmieri
- Marvel
- Missoni for Wolford
- Orwell
- Pierantonio Gaspari
- Regione Sicilia
- Riani
- Roberta Scarpa
- Roberto Cavalli
- Sanpellegrino
- Sonia Rykiel
- Sonia by Sonia Rykiel
- Stefanel
- Swarovski
- TIM
- Toni Gard
- Trussardi "Inside" fragranza
- Valentino handbags
- Valery Blu beachwear
- Yves Saint Laurent

## Agenzie
Moda
- Women Management - Milano
- Marilyn Agency - Parigi
- Place - Amburgo
- Next Company - Vienna

Cinema
- Upgradeartist - Roma
- Diberti & C. - Roma

## Riconoscimenti
- Ciak d'oro
  - 2013 – Miglior attrice non protagonista per Passione sinistra[16]